# Nera di Gonnos
La Nera di Gonnos o Tonda di Cagliari o Manna è una cultivar di olivo presente in Sardegna. L'etimologia del nome fa riferimento al territorio di Gonnosfanadiga, il cui comprensorio è una delle aree a maggiore concentrazione di questa varietà. La cultivar è di origine non nota (la presunta probabile origine spagnola da alcuni attribuitale non è confermata da risultati di studi comparativi), tuttavia la coltivazione dell'olivo era nota in Sardegna già ai tempi dei nuragici, come risulta dai ritrovamenti archeologici nella Valle del Tirso (vedi link "La Città del Vino nuragica scoperta nella Valle del Tirso").

## Diffusione
La Nera di Gonnos propriamente detta si coltiva soprattutto nei territori di Gonnosfanadiga e Villacidro. Va però detto che recenti ricerche filogenetiche identificano in questa varietà la Tonda di Cagliari, particolarmente diffusa nel comprensorio del Parteòlla, presso Cagliari, in Trexenta e nel Campidano di Oristano. È inoltre presente con minori concentrazioni in tutto il Campidano. Sporadicamente si trova anche nel nord in esemplari isolati negli oliveti di altre cultivar.

## Sinonimi
Le ricerche sull'affinità genetica fra la Nera di Gonnos e la Tonda di Cagliari hanno accertato che i due tipi non sono altro che una diversa distribuzione geografica della stessa varietà. Questi risultati sono tuttavia messi in discussione da molti olivicoltori e professionisti, sulla base di alcune differenze morfologiche. È probabile che tali differenze siano dovute a differenziazioni genetiche della stessa varietà in ecotipi a diversa distribuzione. La Tonda di Cagliari è conosciuta anche con altre denominazioni quali Manna, Oristanesa, Sivigliana grande, Confetto, Majorca.

## Caratteri varietali
È una cultivar di media vigoria, a portamento leggermente assurgente, con foglie ellittico-lanceolate, piane o ripiegate a elica, ad apice acuto, di medio sviluppo. 
Le olive sono di pezzatura grande (circa 5 g), forma leggermente ovoidale, abbastanza simmetrica, con il diametro maggiore nella zona equatoriale. L'apice della drupa è arrotondato e privo di umbone. La superficie è cosparsa di numerose lenticelle di grandi dimensioni.
L'invaiatura procede iniziando dall'apice. A maturità la colorazione è nera. È una cultivar medio-precoce, nel Medio Campidano matura a novembre.

## Trasformazione

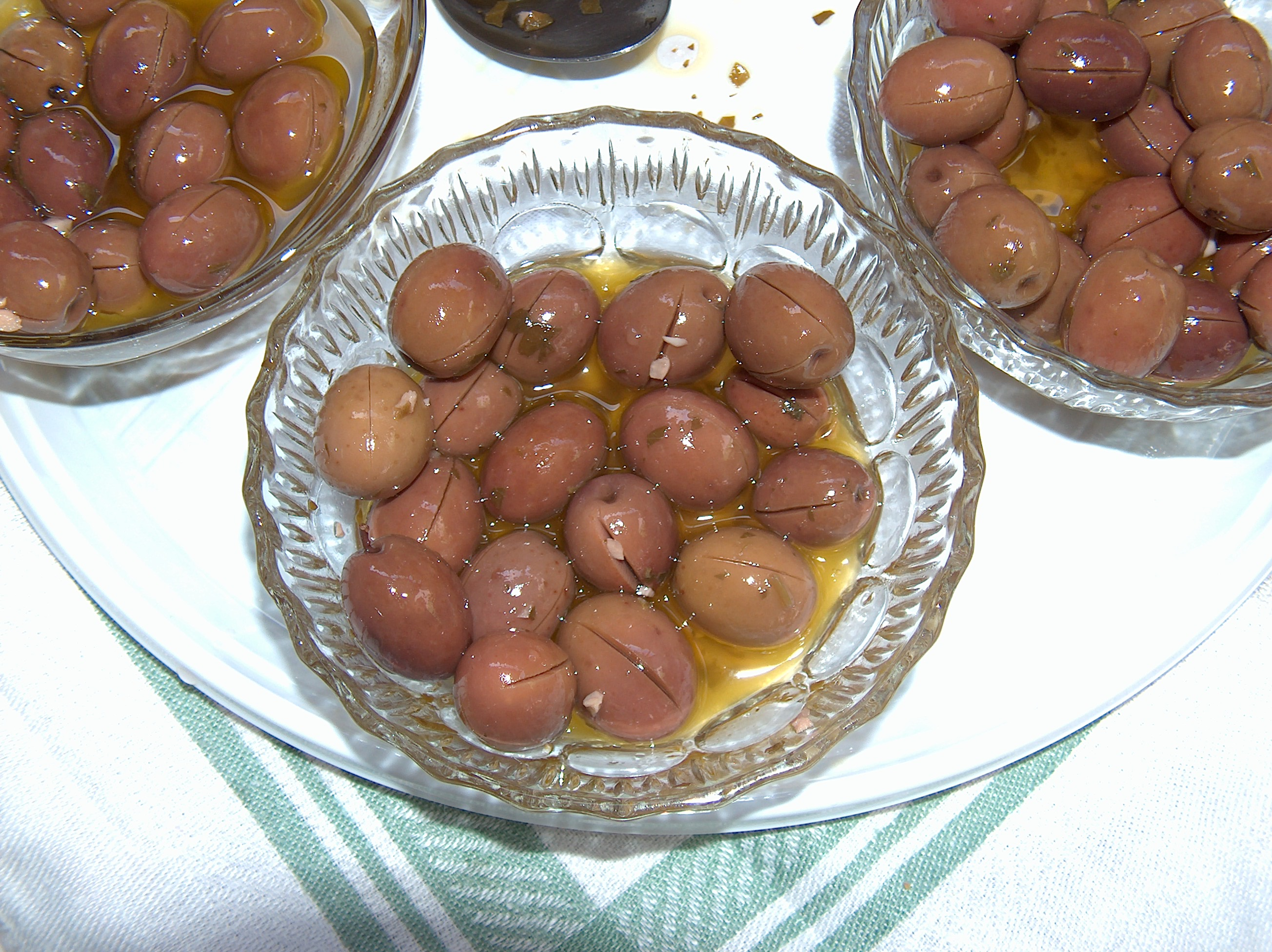
Olive Nera di Gonnos lavorate in verde ("a scabecciu")

È una cultivar a duplice attitudine a tutti gli effetti, con resa in olio media. La qualità dell'olio è molto apprezzata a livello locale ed è caratterizzata da un fruttato leggero e delicato.
Questa varietà fornisce gran parte delle drupe destinate alla trasformazione come oliva da mensa nella Sardegna meridionale nei comprensori del Guspinese e del Parteolla, le due aree a maggior vocazione olivicola nel sud della Sardegna. Sotto questo aspetto la Nera di Gonnos ha proprietà eccellenti: elevato rapporto polpa/nocciolo, pezzatura molto uniforme, elevata resistenza alla manipolazione, ottime proprietà organolettiche, lunga durata di conservazione (la consistenza viene mantenuta anche dopo un anno di conservazione).
La produzione prevalente di olive da mensa consiste nella lavorazione al verde in salamoia (sistema al naturale). Nelle produzioni familiari in Sardegna si usa anticipare il consumo praticando sulle olive 3-4 incisioni longitudinali (olia taccadas, olive incise) oppure pestandole con un batticarne (olia pistadas, olive pestate). In questo modo si ottengono tempi d'attesa, ai fini della deamarizzazione, dell'ordine di 20-30 giorni con il primo sistema e di circa una settimana con il secondo, rinnovando frequentemente la salamoia. In molte zone si usa aromatizzare la salamoia con erbe spontanee (es. finocchietto selvatico).
Un'altra produzione, di minore diffusione, consiste nelle olive a scabecciu. Le olive sono deamarizzate in salamoia e successivamente insaporite per alcuni giorni in un bagno d'olio e aceto aromatizzato con un soffritto di aglio e prezzemolo.

## Aspetti agronomici
È una cultivar di media produttività, adatta per l'impianto di oliveti intensivi soprattutto in piccole aziende a conduzione familiare, in grado di valorizzare la duplice attitudine. Ha una tendenza all'alternanza che si può limitare negli oliveti intensivi con adeguate cure colturali (concimazione, irrigazione, potatura). La forma di allevamento tradizionalmente usata è il vaso policonico. Il portamento tendenzialmente assurgente richiede una potatura di produzione più intensa rispetto ad altre varietà, finalizzata a correggere la naturale tendenza alla formazione di una freccia che ombreggia eccessivamente le parti sottostanti della branca primaria.
La cultivar ha una media autofertilità, pertanto si avvantaggia della presenza di impollinatori. Fra le cultivar impollinatrici sono adatte la Bosana e la Pizz'e carroga.
Gli aspetti negativi di questa cultivar consistono nella sensibilità ad alcune avversità, in particolare la mosca delle olive. Media la suscettibilità all'occhio di pavone e alla tignola. 
Alta la resistenza alla rogna.